# Böhlerstern
Der Böhlerstern ist eine Übertragung des Siemenssternes in die dritte Dimension, um das Auflösungsvermögen dreidimensionalmessender Laserscanner zu bestimmen. 
Der Böhlerstern ist nach Wolfgang Böhler benannt, der ihn erfunden und erstmals aus Karton hergestellt und eingesetzt hat.
Der erste je gebaute Böhlerstern besteht aus einer 30 × 30 cm großen Front- und Hintergrundplatte. Front- und Hintergrundplatte haben einen Abstand von 5 cm und verlaufen streng parallel zueinander. Die Frontplatte hat sternförmig von ihrer Mitte ausgehende Aussparungen. Die 24 Aussparungen wechseln sich mit ebenso vielen Stegen gleicher Form und Größe ab. Mit wachsender Entfernung vom Mittelpunkt wächst so der Lückenabstand  
zwischen den Stegen bzw. nimmt die Breite der Stege zu.

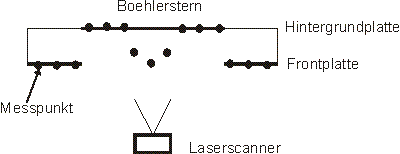
Idealtypische Wirkungsweise des Böhlersternes.

Wird der Böhlerstern mit einem Laserscanner senkrecht von vorn abgescannt, so müssten sich idealerweise ebenso viele Messpunkte auf der Frontplatte wie auf der Hintergrundplatte bestimmen lassen. Aus den Messpunkten auf der Front- bzw. Hintergrundplatte können zwei Ebenen approximiert werden, die idealerweise einen Abstand aufweisen, der sich mit dem realen Abstand der Platten deckt. Da aber ein Laserstrahl nicht unendlich dünn ist, sondern eine endliche Dicke aufgrund der Strahldivergenz aufweist, wirkt der zum Zentrum hin kleiner werdende Spalt zunehmend als Hindernis für den Laserstrahl und er gelangt nicht mehr auf die Hintergrundplatte.    
Mit einem Böhlerstern lässt sich so in Analogie zum Siemensstern in der Photographie das dreidimensionale Auflösungsvermögen verschiedener Laserscanner beurteilen und vergleichen. Die unterschiedliche Verteilung der Messpunkte auf den Platten sowie der Effekt, dass Messpunkte auch zwischen den Platten bestimmt werden, gibt Auskunft über die Leistungsfähigkeit des eingesetzten Laserscanners.